# World Basketball Association
La World Basketball Association, conocida popularmente por sus siglas, WBA, es una liga menor de baloncesto que se disputa en Estados Unidos en los meses de primavera. El actual campeón en 2010 son los Gwinnett Majic, que derrotó en la final a los Franklin Knights.

## Historia
La liga se creó en 2004 con 7 equipos. Uno de ellos, los Chattanooga Majic no comenzaron la competición, siendo sustituidos por los Bristol Crusaders. el principal objetivo de la liga es el de preparar jugadores que den el salto a competiciones más importantes, como la CBA, NBA D-League, NBA y también servir para los ojeadores de equipos internacionales. Para ello los jugadores no pueden tener más de 5 años de experiencia profesional, limitando a los equipos a dos jugadores con 5 años en sus plantillas definitivas.

## Franquicias

### Equipos 2010
| Equipo                 | Ciudad                | Fundación |
| Birmingham Steel       | Birmingham, Alabama   | 2010      |
| Decatur Court Kings    | Decatur, Georgia      | 2010      |
| Florida Flight         | Kissimmee, Florida    | 2010      |
| Franklin Knights       | Franklin, Tennessee   | 2009      |
| Gwinnett Majic         | Buford, Georgia       | 2005      |
| Jacksonville Bluewaves | Jacksonville, Florida | 2009      |
| Marietta Storm         | Marietta, Georgia     | 2006      |

### Lista completa de equipos
| - Anderson Heat (2005-05) - Arkansas ArchAngels (2005-2006) - Atlanta Hardhats - Magic City Court Kings (2005-2006) (retirado durante la temporada), como Birmingham Bulldogs (2004-05) - Bristol Crusaders (2004-04) - Chattanooga Majic (2004-04) (no llegó a jugar) - Cleveland Majic (2005-06) - Druid City Dragons (2006-06) - Floyd County Rage - Fort Worth Star Prospects - Gainesville Knights (2005-2006) (retirado durante la temporada), como Raleigh Knights (2004-04) - Georgia Warriors (2006-2008) (denominados en 2006 Cartersville Warriors) - Gulf Coast Bandits (2005-05) - Gwinnett Ravia-Rebels | - Jackson Rage (2004-04) - Kentucky Reach (2004–05) - Macon Blaze (2005-05) - Marietta Storm (2006-presente) - Mayas-USA - Mississippi Hardhats (2004-2009) - Mississippi Miracles - Murfreesboro Musicians (2006-2008) - Newport News Wildcats (2005-05) (no llegó a jugar) - North Mississippi Tornadoes (2006-presente) - Rome Gladiators (2004-presente) - Southern Crescent Lightning (2004–05) - Texas Tycoons - Tunica Gamblers (2004–05) - Tupelo Rock-n-Rollers(2009-2010) |

## Palmarés
| Año  | Campeón             | Resultado     | Finalista                   |
| ---- | ------------------- | ------------- | --------------------------- |
| 2004 | Jackson Rage        | 82-79         | Southern Crescent Lightning |
| 2005 | Rome Gladiators     | 103-100       | Mississippi Hardhats        |
| 2006 | Rome Gladiators     | 125-114       | Cartersville Warriors       |
| 2007 | Mayas-USA           | 114-104       | Gwinnett Ravia-Rebels       |
| 2008 | Decatur Court Kings | 131-128 (2PR) | Buford Majic                |
| 2009 | Buford Majic        | 95-93         | Tupelo Rock-n-Rollers       |
| 2009 | Gwinnett Majic      | 133-113       | Franklin Knights            |